# Nedabyle

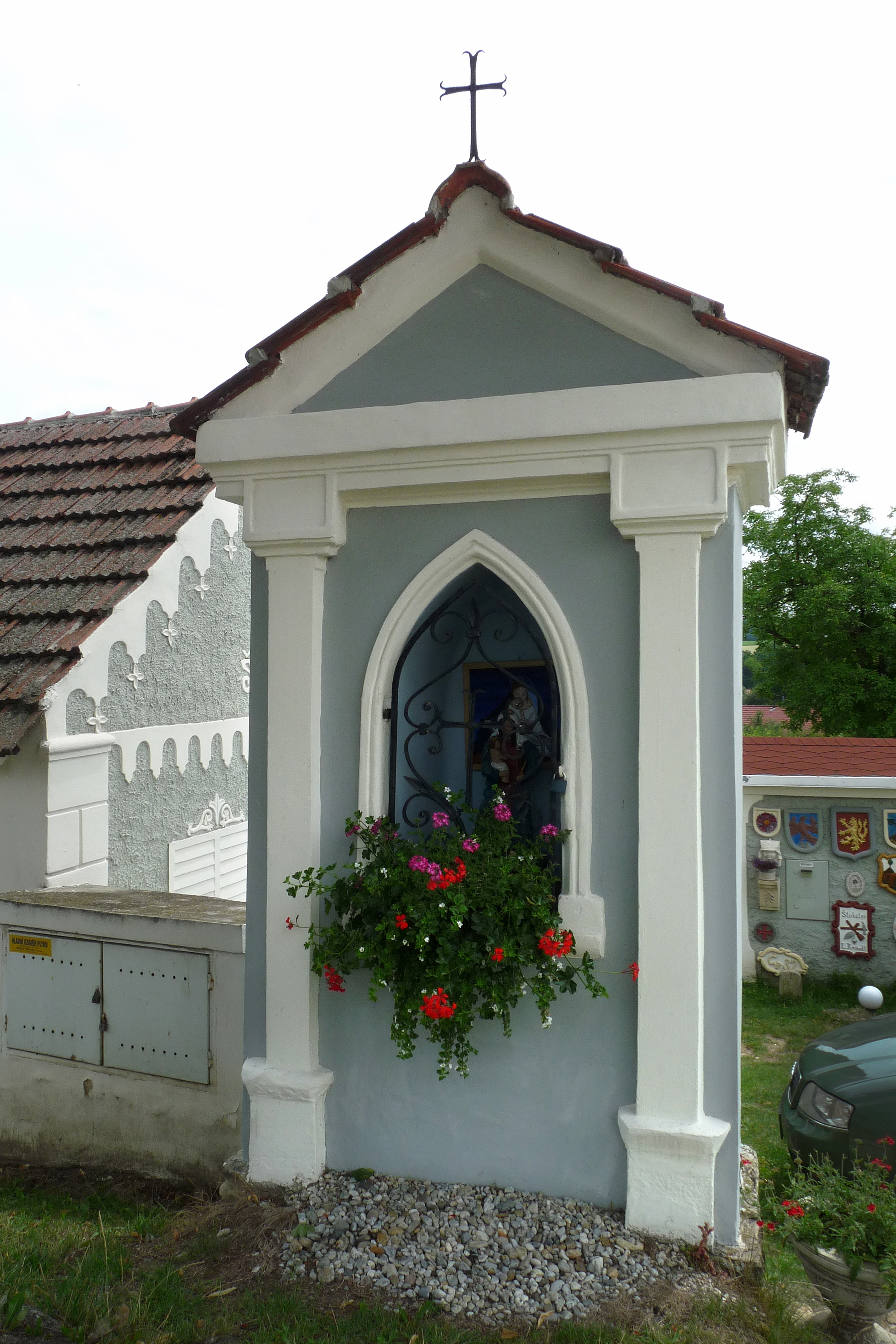
Nischenkapelle am Gehöft Nr. 32

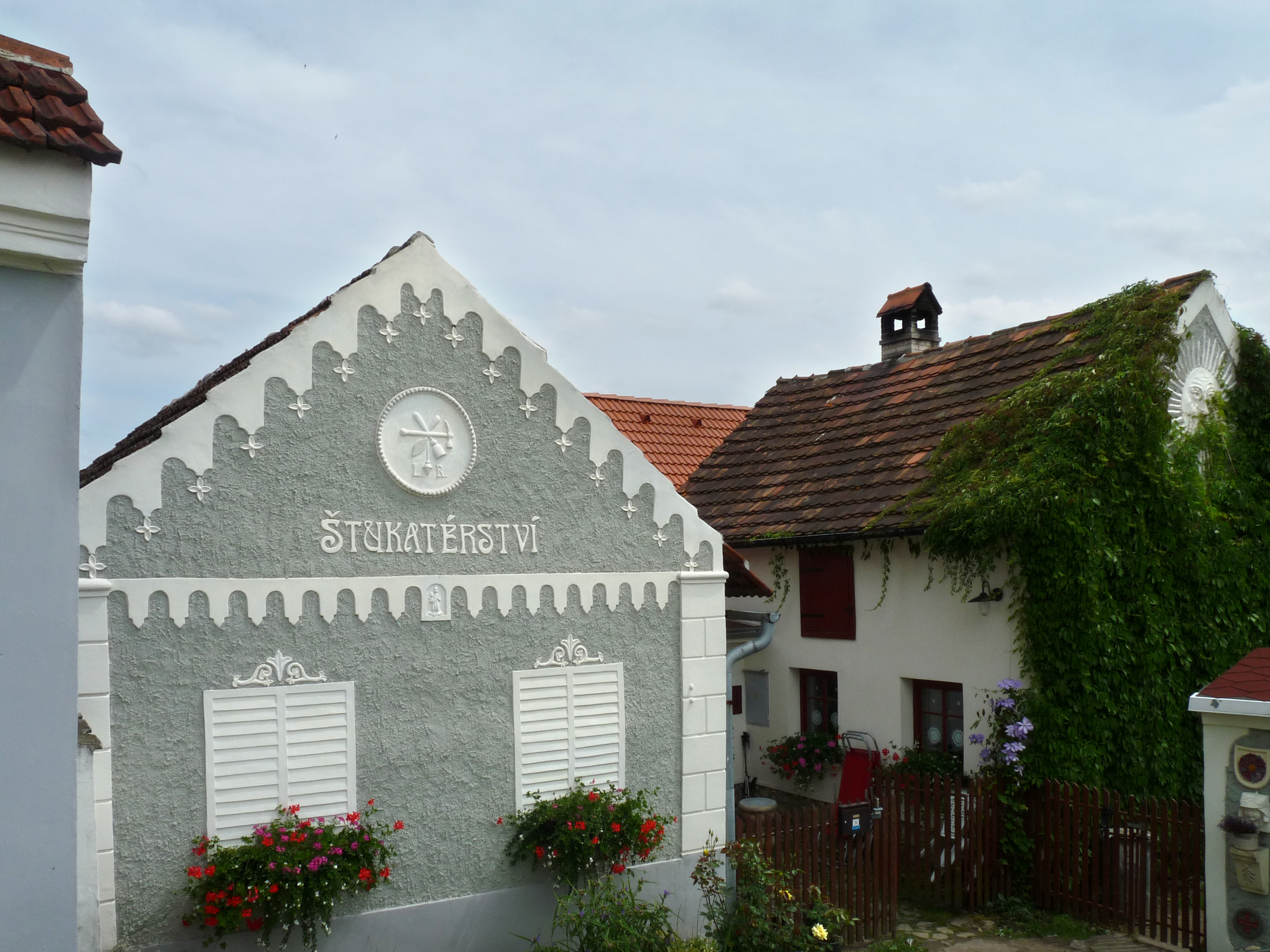
Gehöft Nr. 24

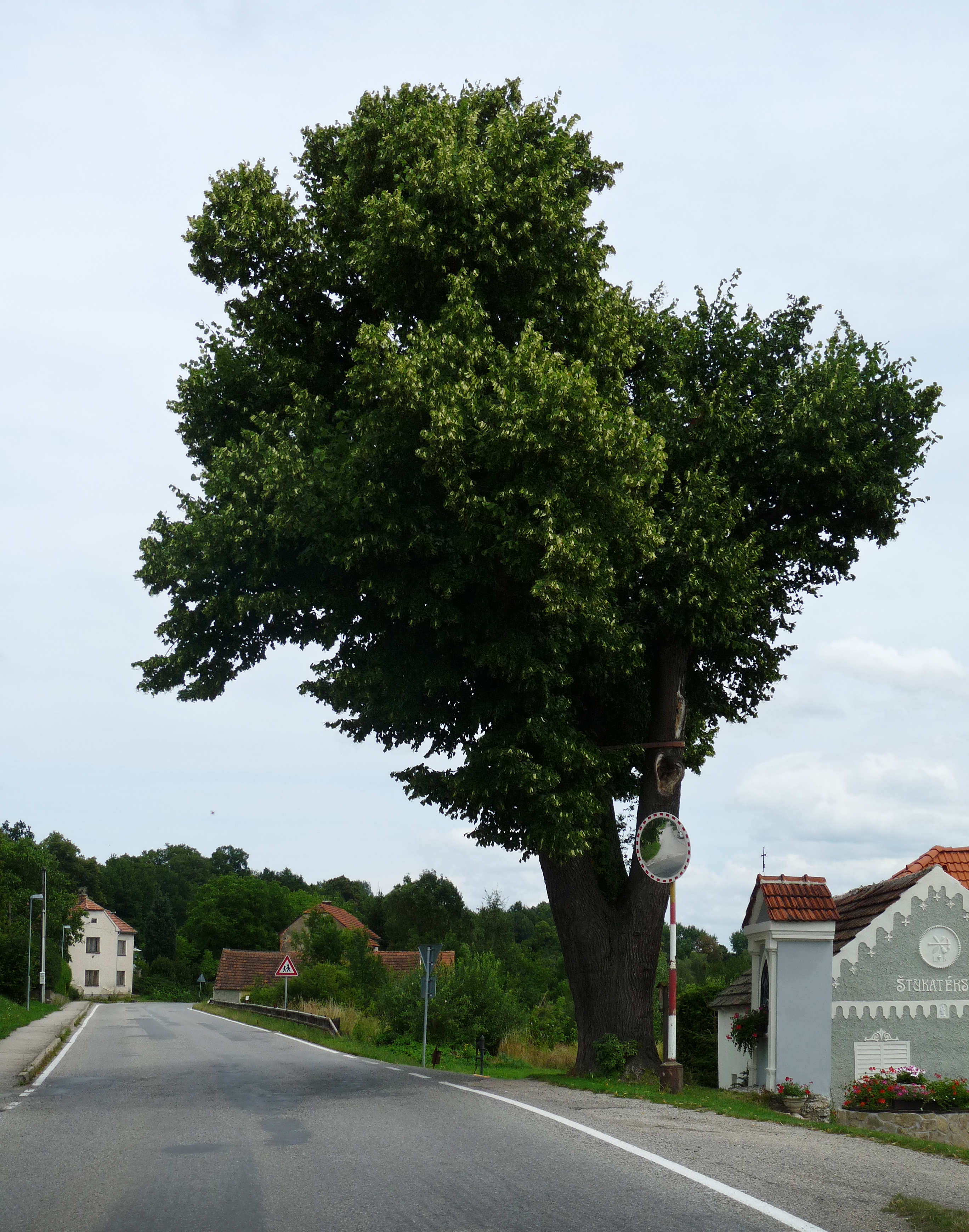
Linde am Gehöft Nr. 32

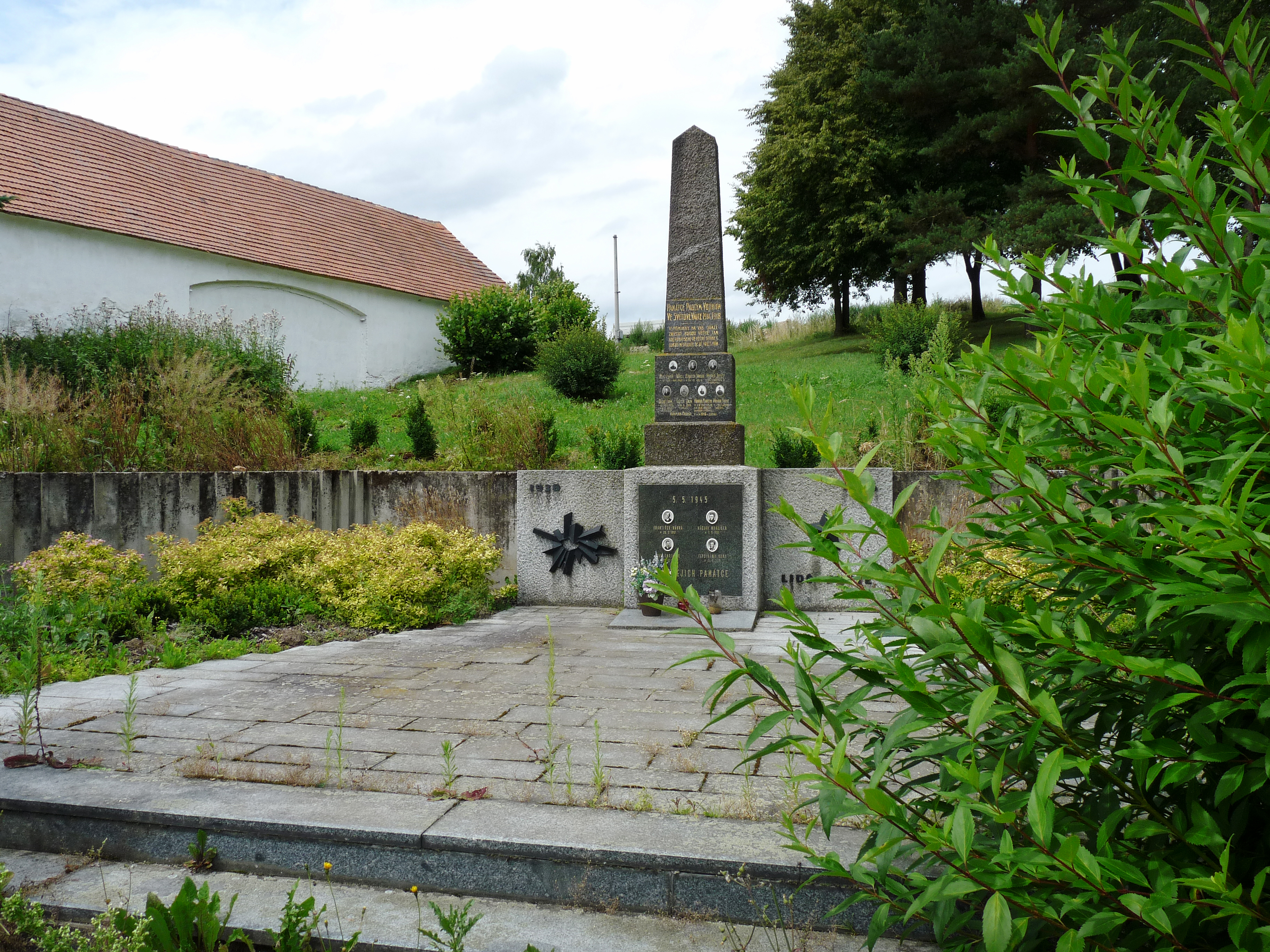
Denkmal der Gefallenen

Nedabyle (deutsch Hables) ist eine Gemeinde in Tschechien. Sie liegt sechs Kilometer südöstlich von Budweis in Südböhmen und gehört zum Okres České Budějovice.

## Geographie
Nedabyle befindet sich rechtsseitig des Baches Nedabylský potok bzw. Vidovský potok im Süden der Lischauer Schwelle (Lišovský práh). Nordöstlich erheben sich der Nedabylský kopec (Daubrawitzer Berg, 523 m) und der Hůrecký kopec (541,7 m), im Osten der Chlumek (536 m) sowie westlich der Zlatý jelen (Goldener Hirsch, 478 m). Durch Nedabyle führt die Straße II/156 zwischen Budweis und Trhové Sviny. Am südlichen Ortsrand verläuft die Bahnstrecke České Velenice–České Budějovice, der nächste Bahnhof ist Nová Ves u Českých Budějovic.
Nachbarorte sind Hvízdalka, Doubravice und Staré Hodějovice im Norden, Srubec und Na Štětkách im Nordosten, Hůrka, Vojdlesák und Mysletín im Osten, Nová Ves und Na Dolinách im Südosten, Borovnice und Heřmaň im Süden, na Dolech und Lorenc im Südwesten, Vidov im Westen sowie Roudné und Nové Roudné im Nordwesten.

## Geschichte
Die erste schriftliche Erwähnung des Dorfes erfolgte im Jahre 1346, als Havel, genannt Kon von Nedabil, die Einkünfte aus dem Vorwerk Nedabil der Kirche in Střížov überließ. Bereits im Jahr darauf gehörte das Dorf zu den Besitzungen der Vladiken von Komařice.
Beneš von Komařice hinterließ 1347 seinem gleichnamigen Sohn das Gut Strádov, nachdem er sich das Prädikat Strádovec von Komařice zulegte. Im Jahre 1450 bestand der ganze Besitz des Odolen von Komařice nur aus dem Dorf Nedabyle. Nach dem Tode des Jan von Komařice fiel Nedabyle 1457 an König Vladislav II. heim. Nachfolgende Besitzer waren die Vladiken von Doudleby. Zu Beginn des 16. Jahrhunderts wurde die Ausdehnung der Rudolfstädter Silberlagerstätte bis Vidov erkannt; bei Nedabyle wurde zunächst die Silberzeche St. Anna und 1522 der Goldene Hirsch aufgenommen. 1522 verkaufte Peter von Doudleby das Gut Doudleby mit den Höfen Kmetec, Straňany, Borovnice, Perná, Nedabyle und Strážkovice an Wenzel Metelský von Felsdorf. Dieser veräußerte das Gut schließlich an die Stadt Budweis. 1788 wurde im Schloss Daubrawitz eine Schule eingerichtet, in der auch die Kinder aus Hodowitz, Nedabyle, Vidov, Nová Ves, Hůrka und Roudné unterrichtet wurden. Der Silberbergbau kam 1835 endgültig zum Erliegen. 1836 begann der Bau der Kaiserstraße von Budweis nach Gratzen. Im Jahre 1840 bestand Nedabile/Hables aus 23 Häusern mit 128 Einwohnern. 22 Häuser waren der Stadt Budweis und eines dem ebenfalls der Stadt gehörigen landtäfligen Gut Daubrawitz untertänig. Pfarrort war Driesendorf. Bis zur Mitte des 19. Jahrhunderts blieb das Dorf immer nach Budweis untertänig.
Nach der Aufhebung der Patrimonialherrschaften bildete Nedabyle / Hables ab 1850 einen Ortsteil der Gemeinde Doubravice in der Bezirkshauptmannschaft Budějovice/Budweis. Am Goldenen Hirsch wurden in der zweiten Hälfte des 19. Jahrhunderts mehrere Eisenbergwerke betrieben. 1869 nahm die Kaiser Franz Josephs-Bahn auf der Bahnstrecke Budweis – Gmünd den Betrieb auf. Im Jahre 1910 hatte das Dorf 271 Einwohner, davon waren 267 Tschechen und vier Deutsche. 1911 bildete sich eine Baugenossenschaft für eine Kapelle. In den Jahren 1912 bis 1913 entstand in Nedabyle eine eigene Grundschule, zu deren Einzugsgebiet auch Nová Ves und Hůrka gehörten. Zwischen 1932 und 1933 erfolgte der Bau der neuen Bezirksstraße nach České Budějovice. Im Jahre 1934 löste sich Nedabyle von Doubravice los und bildete eigene Gemeinde. Während der deutschen Besetzung wurde 1943 Nedabyle wieder nach Doubravice zwangseingemeindet, dies wurde nach dem Ende des Zweiten Weltkriegs am 9. August 1945 wieder aufgehoben.
Am Samstag, den 5. Mai 1945, erreichte in den Abendstunden ein aus Budweis kommender Konvoi mit Resten einer Kavalleriedivision der SS das Dorf und bezog Stellung zur Verteidigung der Straße zwischen Neudorf und Budweis. Der Feuerwehrhauptmann Vávra versuchte daraufhin zusammen mit dem Schmied Bartáček die SS an der Bewachung der Straße zu hindern. Außerdem unternahmen sie einen Versuch, drei deutsche Fahrzeuge an der Weiterfahrt zu hindern, indem sie ihnen Zucker in den Tank schütteten. Daraufhin eröffneten die Deutschen das Feuer. Im Kugelhagel starben gegen 19:30 Uhr der örtliche Feuerwehrkommandant František Vávra, der Dorfschmied Jan Bartáček sowie die beiden Bahnarbeiter Ferdinand Kuna und Václav Uhlíček aus Kladno. Sie wurden am 9. Mai 1945 auf dem Friedhof von Mladé beigesetzt.
1960 wurde Doubravice eingemeindet. 1964 erfolgte die Eingemeindung von Nová Ves, Borovnice, Heřmaň und Hůrka. Nach einem Referendum lösten sich Doubravice, Borovnice, Heřmaň, Nová Ves und Hůrka zum 24. November 1990 wieder los und bildeten eigene Gemeinden.

## Gemeindegliederung
Für die Gemeinde Nedabyle sind keine Ortsteile ausgewiesen. Grundsiedlungseinheiten sind Nedabyle und U Heřmaně.

## Bevölkerungsentwicklung
| Jahr      | 1869 | 1880 | 1890 | 1900 | 1910 | 1921 | 1930 | 1950 | 1961 | 1970 | 1980 | 1991 | 2001 | 2011 | 2021 |
| --------- | ---- | ---- | ---- | ---- | ---- | ---- | ---- | ---- | ---- | ---- | ---- | ---- | ---- | ---- | ---- |
| Einwohner | 168  | 173  | 262  | 269  | 271  | 254  | 204  | 197  | 229  | 196  | 202  | 217  | 235  | 354  | 364  |

## Sehenswürdigkeiten
- Nischenkapelle und denkmalgeschützte Linde am Gehöft Nr. 32
- Bildstock am Weg nach Vidov
- Mahnmal der Nedabyler Tragödie, im Ortszentrum hinter dem Buswartehäuschen. Das Monument wurde 1975 anlässlich des 30. Jahrestages der Befreiung angelegt und dazu der zuvor an der Straße gestandene Gedenkstein der Gefallenen des Ersten Weltkrieges umgesetzt und am Sockel eine Tafel mit den Namen und Bildern der Toten des 5. Mai 1945 angebracht. Beidseitig des Gedenksteines entstand eine Betonmauer. Diese trägt linksseitig die Jahreszahl 1938 und darunter eine liegende Skulptur des sozialistischen Realismus sowie rechtsseitig die Jahreszahl 1945 und darunter einen Sowjetstern. Das Mahnmal wurde nach der Samtenen Revolution bewusst durch den Bau eines Buswartehäuschen aus dem Sichtfeld des Ortszentrums genommen und die Mauer als Sinnbild der kommunistischen Ära mit Kletterpflanzen überdeckt. Das Denkmal wird von der Gemeinde nicht unterhalten, sichtbar ist nur noch der Gedenkstein.[5]
- Gehöfte Nr. 10, 13, 32 und 55 im südböhmischen Bauernbarockstil